# Liste des ministres français de la Ruralité
Cet article présente la liste des membres du gouvernement français chargés du développement rural et de la ruralité.
Les dates indiquées sont les dates de prise ou de cessation des fonctions, qui sont en général la veille de la date du Journal officiel dans lequel est paru le décret de nomination.
Depuis le 21 septembre 2024, le Ministère chargé de la Ruralité est dirigé par Françoise Gatel.

## Cinquième République
| Ministre                          | Intitulé | Ministre délégué ou secrétaire d'État | Intitulé                                                                                | Gouvernement                   | Début                          | Fin                            |
| Présidence de Georges Pompidou    | Présidence de Georges Pompidou                                                                              | Présidence de Georges Pompidou        | Présidence de Georges Pompidou                                                          | Présidence de Georges Pompidou | Présidence de Georges Pompidou | Présidence de Georges Pompidou |
| --------------------------------- | --- | ------------------------------------- | --------------------------------------------------------------------------------------- | ------------------------------ | ------------------------------ | ------------------------------ |
| Jacques Chirac                    | Ministre de l'Agriculture et du Développement rural                                                         | Bernard Pons                          | Secrétaire d’État                                                                       | Messmer 1                      | 6 juillet 1972                 | 2 avril 1973                   |
| Jacques Chirac                    | Ministre de l'Agriculture et du Développement rural                                                         | Aucun                                 | Aucun                                                                                   | Messmer 2                      | 5 avril 1973                   | 27 février 1974                |
| Raymond Marcellin                 | Ministre de l'Agriculture et du Développement rural                                                         | Jean-François Deniau                  | Secrétaire d’État                                                                       | Messmer 3                      | 1er mars 1974                  | 28 mai 1974                    |
| Présidence de François Mitterrand | |                                       |                                                                                         |                                |                                |                                |
| Jean-Pierre Soisson               | Ministre de l'Agriculture et du Développement rural                                                         | Aucun                                 | Aucun                                                                                   | Bérégovoy                      | 2 octobre 1992                 | 30 mars 1993                   |
| Présidence de Jacques Chirac      | |                                       |                                                                                         |                                |                                |                                |
| Bernard Pons                      | Ministre de l'Aménagement du territoire, de l'Équipement et des Transports                                  | Raymond-Max Aubert                    | Secrétaire d'État au Développement rural                                                | Juppé 1                        | 18 mai 1995                    | 6 novembre 1995                |
| Aucun                             | Aucun | Aucun                                 | Aucun                                                                                   | Juppé 2 et Jospin              | 6 novembre 1995                | 6 mai 2002                     |
| Hervé Gaymard                     | Ministre de l'Agriculture, de l'Alimentation, de la Pêche et des Affaires rurales                           | Aucun                                 | Aucun                                                                                   | Raffarin 1 et 2                | 7 mai 2002                     | 30 mars 2004                   |
| Hervé Gaymard                     | Ministre de l'Agriculture, de l'Alimentation, de la Pêche et des Affaires rurales                           | Nicolas Forissier                     | Secrétaire d'État à l'Agriculture, à l'Alimentation, à la Pêche et aux Affaires rurales | Raffarin 3                     | 31 mars 2004                   | 28 novembre 2004               |
| Dominique Bussereau               | Ministre de l'Agriculture, de l'Alimentation, de la Pêche et des Affaires rurales                           | Nicolas Forissier                     | Secrétaire d'État à l'Agriculture, à l'Alimentation, à la Pêche et aux Affaires rurales | Raffarin 3                     | 29 novembre 2004               | 31 mai 2005                    |
| Présidence de Nicolas Sarkozy     | |                                       |                                                                                         |                                |                                |                                |
| Michel Mercier                    | Ministre de l'Espace rural et de l'Aménagement du territoire                                                | Aucun                                 | Aucun                                                                                   | Fillon 2                       | 23 juin 2009                   | 13 novembre 2010               |
| Bruno Le Maire                    | Ministre de l'Agriculture, de l'Alimentation, de la Pêche, de la Ruralité et de l'Aménagement du territoire | Aucun                                 | Aucun                                                                                   | Fillon 3                       | 14 novembre 2010               | 10 mai 2012                    |
| Présidence de François Hollande   | |                                       |                                                                                         |                                |                                |                                |
| Sylvia Pinel                      | Ministre du Logement, de l'Égalité des territoires et de la Ruralité                                        | Aucun                                 | Aucun                                                                                   | Valls 2                        | 26 août 2014                   | 11 février 2016                |
| Jean-Michel Baylet                | Ministre de l'Aménagement du territoire, de la Ruralité et des Collectivités territoriales                  | Aucun                                 | Aucun                                                                                   | Valls 2                        | 11 février 2016                | 6 décembre 2016                |
| Jean-Michel Baylet                | Ministre de l'Aménagement du territoire, de la Ruralité et des Collectivités territoriales                  | Aucun                                 | Aucun                                                                                   | Cazeneuve                      | 6 décembre 2016                | 15 mai 2017                    |
| Présidence d'Emmanuel Macron      | |                                       |                                                                                         |                                |                                |                                |
| Aucun                             | Aucun | Aucun                                 | Aucun                                                                                   | Philippe 1 et 2                | 15 mai 2017                    | 3 juillet 2020                 |
| Jacqueline Gourault               | Ministre de la Cohésion des territoires et des Relations avec les collectivités territoriales               | Joël Giraud                           | Secrétaire d'État à la Ruralité                                                         | Castex                         | 26 juillet 2020                | 5 mars 2022                    |
| Joël Giraud                       | Ministre de la Cohésion des territoires et des Relations avec les collectivités territoriales               | Aucun                                 | Aucun                                                                                   | Castex                         | 5 mars 2022                    | 16 mai 2022                    |
| Aucun                             | Aucun | Aucun                                 | Aucun                                                                                   | Borne                          | 16 mai 2022                    | 4 juillet 2022                 |
| Christophe Béchu                  | Ministre de la Transition écologique et de la Cohésion des territoires                                      | Dominique Faure                       | Secrétaire d'État à la Ruralité                                                         | Borne                          | 4 juillet 2022                 | 28 novembre 2022               |
| Christophe Béchu                  | Ministre de la Transition écologique et de la Cohésion des territoires                                      | Dominique Faure                       | Ministre déléguée chargée des Collectivités territoriales et de la Ruralité             | Borne                          | 28 novembre 2022               | 11 janvier 2024                |
| Christophe Béchu                  | Ministre de la Transition écologique et de la Cohésion des territoires                                      | Dominique Faure                       | Ministre déléguée chargée des Collectivités territoriales et de la Ruralité             | Attal                          | 8 février 2024                 | 21 septembre 2024              |
| Catherine Vautrin                 | Ministre du Partenariat avec les territoires et de la Décentralisation                                      | Françoise Gatel                       | Ministre déléguée chargée de la Ruralité, du Commerce et de l’Artisanat                 | Barnier                        | 21 septembre 2024              | 23 décembre 2024               |
| François Rebsamen                 | Ministre de l'Aménagement des territoires et de la Décentralisation                                         | Françoise Gatel                       | Ministre déléguée chargée de la Ruralité                                                | Bayrou                         | 23 décembre 2024               | En cours                       |

### Sources
- Les gouvernements et les assemblées parlementaires sous la Ve République : 1958-2009, vol. 2, Secrétariat général de la Présidence et service de la Communication de l'Assemblée nationale, coll. « Connaissance de l'Assemblée », décembre 2008 (lire en ligne)
- « Toutes les personnalités ayant occupé le poste de la Catégorie Développement rural », Base de données historiques des gouvernements et Présidents des assemblées parlementaires (Régimes politiques français depuis 1789), Assemblée nationale (consulté le 6 février 2018)
- « Les Gouvernements de la Ve République », Assemblée nationale (consulté le 24 mars 2010)